# Каслриг (кромлех)
Каслриг (англ. Castlerigg Stone Circle) — мегалитическое сооружение-кромлех (круговая композиция из вертикальных камней). Находится в Великобритании на территории графства Камбрия недалеко от города Кесвик. Название Каслриг происходит от названия соседнего холма.
Камни вытесаны из местного сланца. Самый высокий — более двух метров, самый тяжелый — около 16 тонн.
Камни стоят в виде слегка сплюснутого круга диаметром от 29 до 32 метров.
Внутри кромлеха с восточной стороны есть еще десять камней, образующих почти прямоугольную фигуру.
Сооружение датируется 3200 годом до н. э. (поздний неолит или ранний бронзовый век), что делает его древнейшим кромлехом в Великобритании или даже в Европе.
Существует легенда, что невозможно сосчитать сколько же камней в Каслриге, каждый новый подсчет будет давать новый результат. Официальное количество камней — 40.

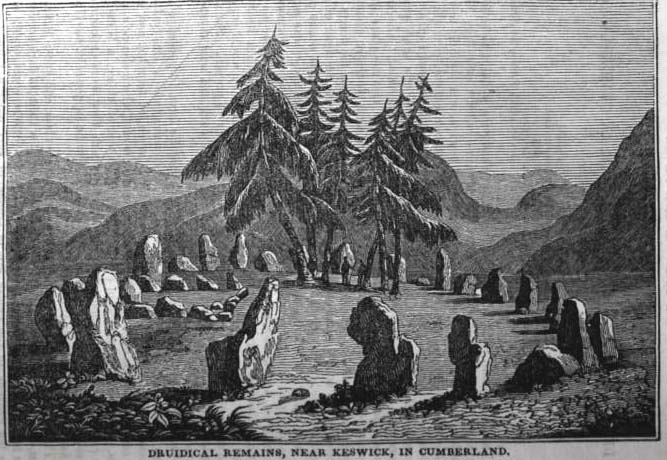
Изображение 1843 года
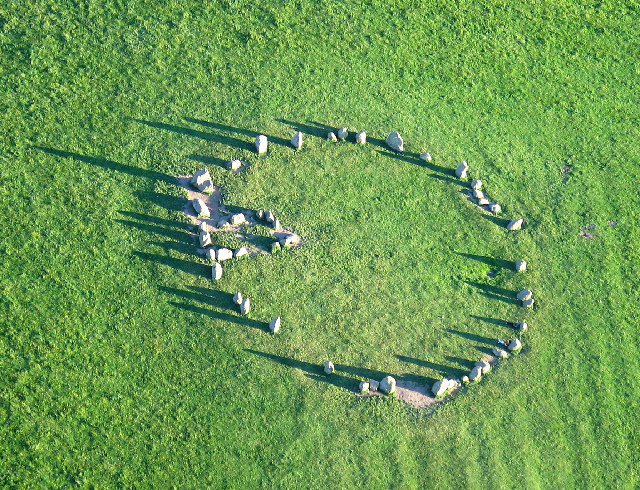
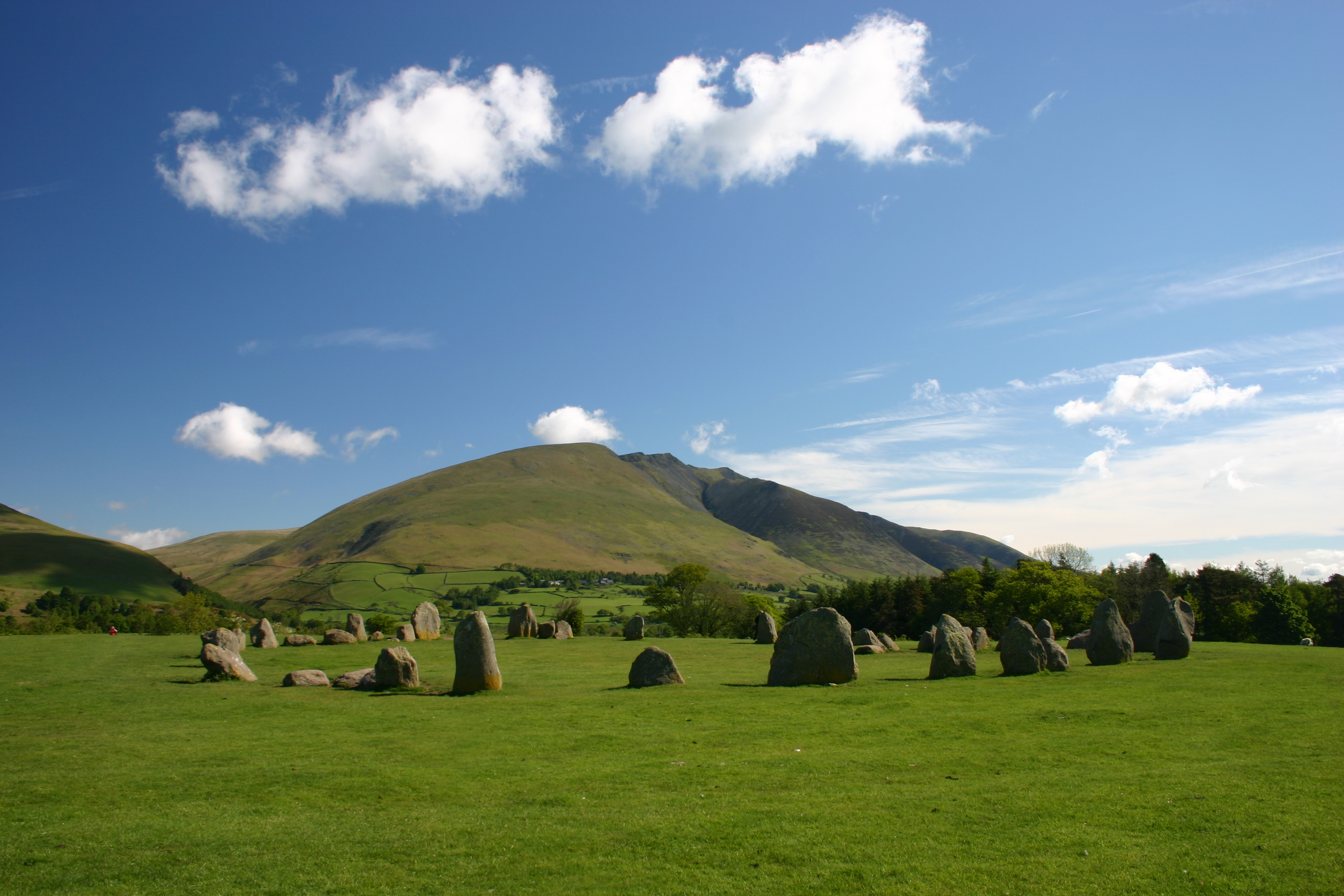
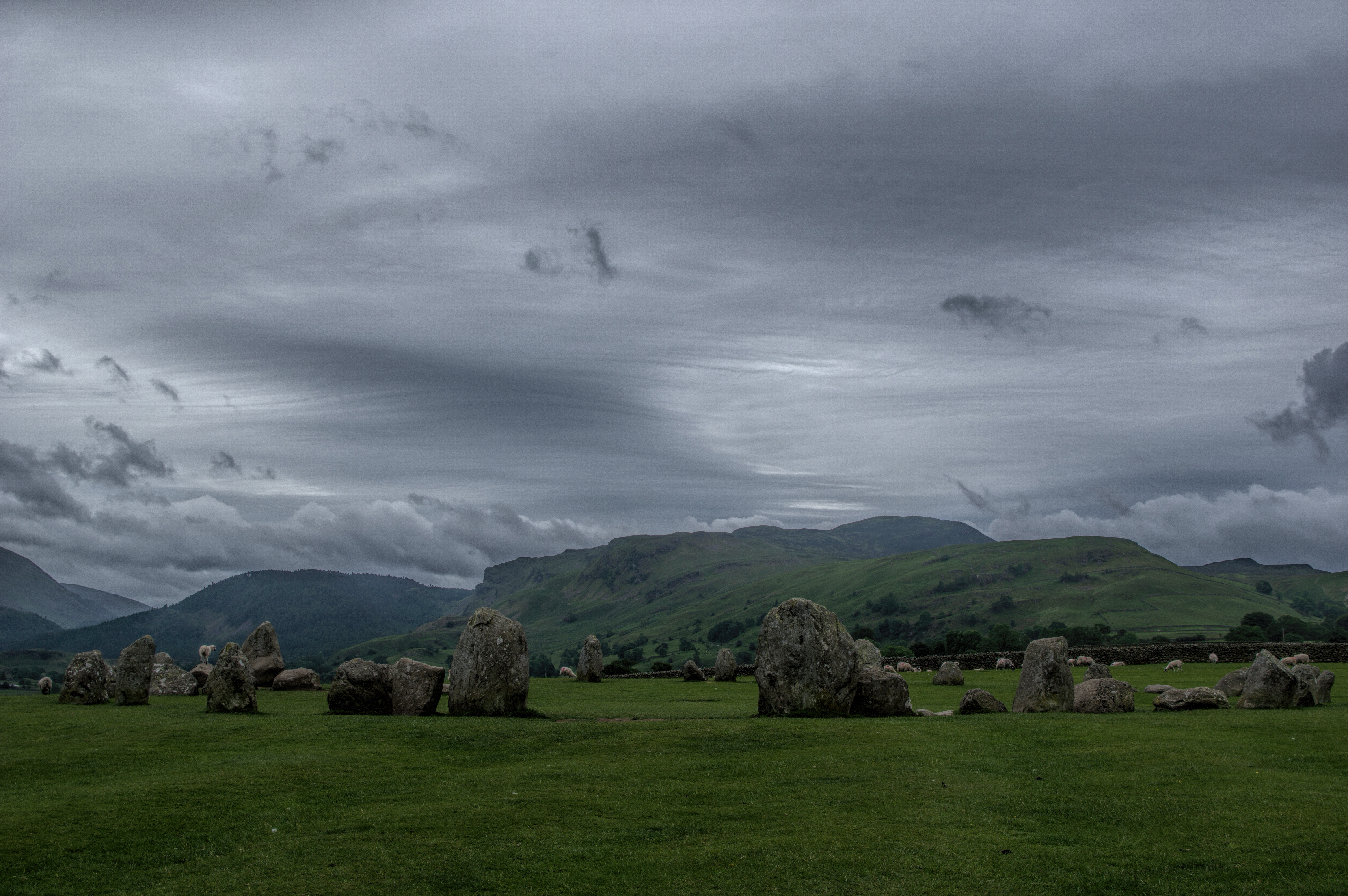